# Dębik

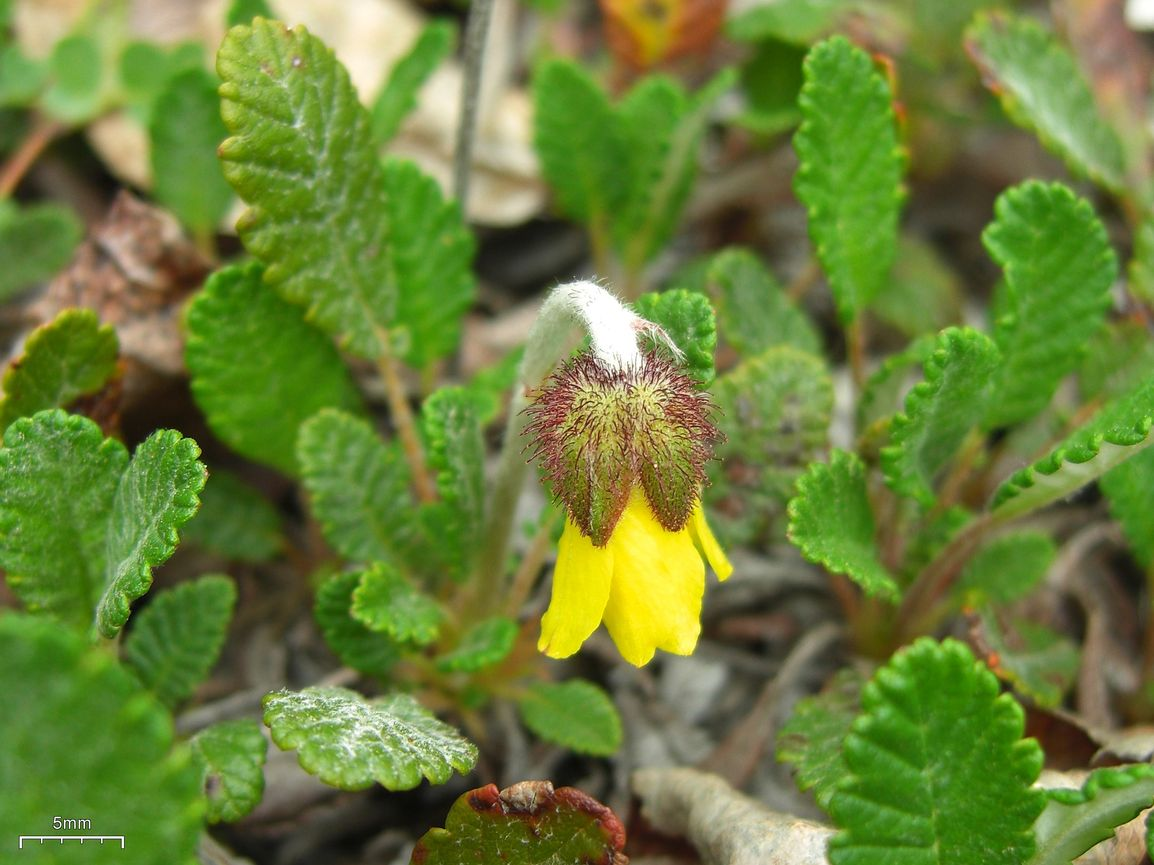
Dryas drummondii

Dębik (Dryas L.) – rodzaj roślin z rodziny różowatych. Należy do niego 11 gatunków, według niektórych ujęć – 15. Rośliny te występują w arktycznych i alpejskich rejonach półkuli północnej. Mają znaczny udział pod względem pokrycia i biomasy w zbiorowiskach roślinnych tundry. We florze Polski występuje tylko jeden gatunek – dębik ośmiopłatkowy.

## Morfologia
PokrójNiskie, płożące się krzewinki o drewniejących, płożących pędach osiągających od 0,1 do 2,3 m długości. Pędy rozgałęziają się, tworząc mniej lub bardziej zwarte kępy lub darnie. Kora początkowo zielona, w drugim roku czerwienieje i brązowieje.
LiścieTrwałe, pojedyncze, tylko u D. drummondii czasem z jednym lub dwoma listkami w dolnej części blaszki. Przylistki trwałe, wąskolancetowate, całobrzegie, rzadko z 1–2 ząbkami. Liście osadzone na ogonku. Blaszka lancetowata, eliptyczna do jajowatej o długości od 0,2 do ok. 4 cm. Na powierzchni gładka lub pomarszczona. Całobrzega lub ząbkowana, piłkowana, czasem podwinięta. Od spodu zwykle owłosiona lub kutnerowata, z wierzchu gładka lub z pojedynczymi włoskami.
KwiatyWznoszące się na głąbiku, pojedyncze, obupłciowe. Bez przysadek. Korona o średnicy od 13 do 29 mm, hypancjum o średnicy 3–15 mm, od zewnątrz wełnisto owłosione. Kielich z 8–10 działkami, wzniesionymi lub rozpostartymi, równowąskimi do jajowatych. Płatków 8–10 (rzadko więcej), u niektórych gatunków są trwałe, najczęściej białe lub kremowe, rzadko żółte, kształtu owalnego do jajowatego. Krótszych od płatków pręcików jest od 50 do 130. Owocolistków jest od 60 do 150.
OwoceSkupione niełupki, zwykle w liczbie od 20 do 40 o długości od 0,8 do 3,5 mm, gładkie lub okryte krótkimi, białymi włoskami.

## Systematyka
Pozycja systematyczna według APweb (aktualizowany system APG IV z 2016)
Rodzaj należący do podrodziny Dryadoideae, rodziny różowatych (Rosaceae Juss.), rzędu różowców, kladu różowych w obrębie okrytonasiennych.
Pozycja w systemie Reveala (1993-1999)
Gromada okrytonasienne (Magnoliophyta Cronquist), podgromada Magnoliophytina Frohne & U. Jensen ex Reveal, klasa Rosopsida Batsch, podklasa różowe (Rosidae Takht.), nadrząd Rosanae Takht., rząd różowce (Rosales Perleb), podrząd Rosineae Erchb., rodzina różowate (Rosaceae Juss.), podrodzina Dryadoideae (Lam. & DC.) Sweet, plemię Dryadeae Lam. & DC., podplemię Dryadinae Torr. & A. Gray, rodzaj dębik (Dryas L.).
Wykaz gatunków
- Dryas ajanensis Juz.
- Dryas alaskensis Porsild
- Dryas × chamissonis Spreng. ex Juz.
- Dryas drummondii Richardson ex Hook. – dębik Drummonda
- Dryas grandis Juz.
- Dryas hookeriana Juz.
- Dryas incisa Juz.
- Dryas integrifolia Vahl – dębik całolistny
- Dryas × lewinii Rouleau
- Dryas octopetala L. – dębik ośmiopłatkowy
- Dryas oxyodonta Juz.
- Dryas sumneviczii Serg.
- Dryas viscosa Juz.